# Садовое (Чистопрудненский сельсовет)
Садовое (до 1938 — Эллюшенен (нем. Elluschönen), до 1946 — Эллерн (нем. Ellern)) —  посёлок в Нестеровском районе Калининградской области. В рамках муниципального устройства входит (с 2022) в состав Нестеровского муниципального округа. 
Исторически малолитовское поселение.

## География
Находится в юго-восточной части Калининградской области, в зоне хвойно-широколиственных лесов, в пределах Виштынецкой возвышенности, у речки Вражки.  

## История
Село образовано литовцами в области Надровия.. В 1818—1871 годах в составе Восточной Пруссии, в 1871—1918 годах в Германской империи, в 1918—1933 годах в Веймарской республике, в 1933—1945 годах в графстве Голдапа Третьего рейха. С 1947 по 2008 год — в составе Чистопрудненского района.
До 2022 года входил в состав Чистопрудненского сельсовета Нестеровского городского округа.

## Население
| 1910 | 1933 | 1939 | 2002 | 2010 |
| ---- | ---- | ---- | ---- | ---- |
| 87   | ↘83  | ↗126 | ↘68  | ↘42  |

## Инфраструктура
Личное подсобное хозяйство с зоной сельскохозяйственного использования, индивидуальная застройка усадебного типа.

## Транспорт
Посёлок доступен автотранспортом.